# Abou El Kacem Saâdallah
Abou El Kacem Saâdallah, né le 1er juillet 1930 et mort le 14 décembre 2013, est un homme de lettres et historien algérien.  

## Biographie
Né  dans la commune de Guemar, dans la wilaya d'El Oued, c'est en Tunisie qu'il commença ses études, à la Zitouna, entre 1947 et 1954. Il y étudia le Coran, la religion, la langue arabe et le fiqh, et  sortit deuxième de sa promotion. Il publia ses premiers écrits dans la revue El-Bassaïr, organe de l’Association des Oulémas musulmans algériens, où il était connu sous le nom de « jeune critique ». Il obtint un diplôme de magister en 1962 au Caire (Égypte) et un doctorat en histoire moderne et contemporaine en 1965 à l’université du Minnesota (États-Unis). Il maîtrisait plusieurs langues outre l'arabe, à savoir le français, l'anglais, le persan et l'allemand,,. Il fut enterré dans sa ville natale de Guemmar en 2013.

## Postérité et hommages
- Dès son vivant son nom fut donné à la bibliothèque de la Maison de la culture d'El Oued[10].
- À sa mort plusieurs hommages lui ont été rendus, notamment par le président algérien Abdelaziz Bouteflika[11].
- Une exposition lui a été consacrée à la bibliothèque de lecture publique de Tissemsilt[12].
- En mars 2014 un colloque associé à un concours de poésie a été organisé à Oran en son honneur[13].
- L'université d'Alger 2 porte désormais le nom de Abou El Kacem Saâdallah[14].